# ニルス・アンデション

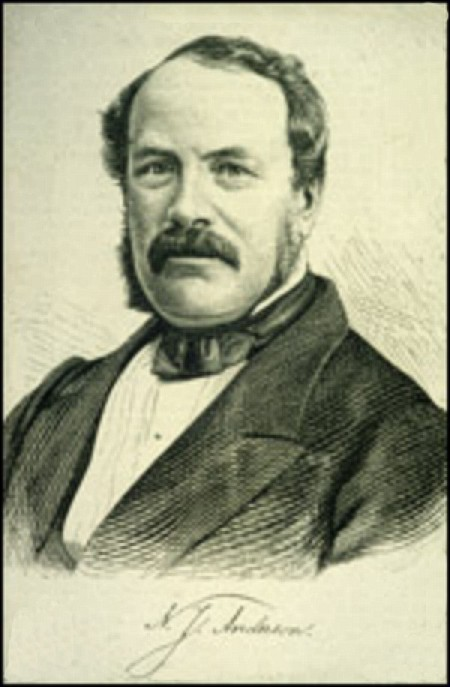
ニルス・ユーハン・アンデション, 1870年頃

ニルス・ユーハン・アンデション（Nils Johan Andersson、1821年2月20日 - 1880年3月27日）はスウェーデンの植物学者である。スウェーデンの最初の世界一周航海を行ったユージェニー号（"Eugenie"）に乗り込んだ。

## 生涯
スモーランド地方のGärdserumで生まれた。ウプサラ大学で学んだ。1851年にスウェーデンが企画した最初の世界一周航海するフリゲート艦、ユージェニー号（船長はヴィルジン：Christian Adolf Virgin、1797-1870）の植物学者に任命された。カールスクルーナを出航し1851年から1853年までかけて南米、ハワイ、タヒチ、オーストラリア、フィリピンなどを経由した世界一周航海で、多くの植物の収集を行った。スウェデンに戻った後、1855年にルンド大学の植物学の講師、1856年に、自然史博物館の学芸員、ストックホルムのベルギアンスカ植物園（Bergianska trädgården）の講師となり、1857年にストックホルム大学の教授となり1879年まで務めた。

## 著書
- En verldsomsegling (Stockholm 1853–1854, 3 Bände; deutsch: Eine Weltumsegelung, Leipzig 1854)
- Salices Lapponiæ (Uppsala 1845)
- Conspectus vegetationis Lapponiae (Uppsala 1846)
- Atlas öfver Skandinaviska florans naturliqa familjer (1849)
- Cyperaceae Scandinaviae (Stockholm 1849)
- Gramineae Scandinavae (Stockholm 1852)
- Om Galapagos-Öernas Vegetation (Stockholm 1854)
- Inledning till Botaniken  (Stockholm 1851–1853, 3 Bände).
- Väggtaflor för åskådnings-undervisningen i Botanik (1861–1862)